# Pedro Álvares Cabral (drague)
Pour les articles homonymes, voir Alvares, Cabral et Pedro Alvarez.
Cet article concerne le bateau. Pour le navigateur, voir Pedro Álvares Cabral.
Le Pedro Álvares Cabral est un navire de dragage à élinde traînante affrété par le groupe Jan De Nul, entreprise meneuse dans le domaine du dragage.

## Description
Il possède un sister-ship, le Bartolomeu Dias.
Il a été employé pour le réaménagement du Grand port maritime de la Guadeloupe en 2015.